# دوري كرة القدم الأمريكية 1944–45
دوري كرة القدم الأمريكية 1944–45 هو موسم من دوري كرة القدم الأمريكية ‏. فاز فيه Brookhattan ‏.